# 霍廷
51°4′41″N 34°46′33″E / 51.07806°N 34.77583°E

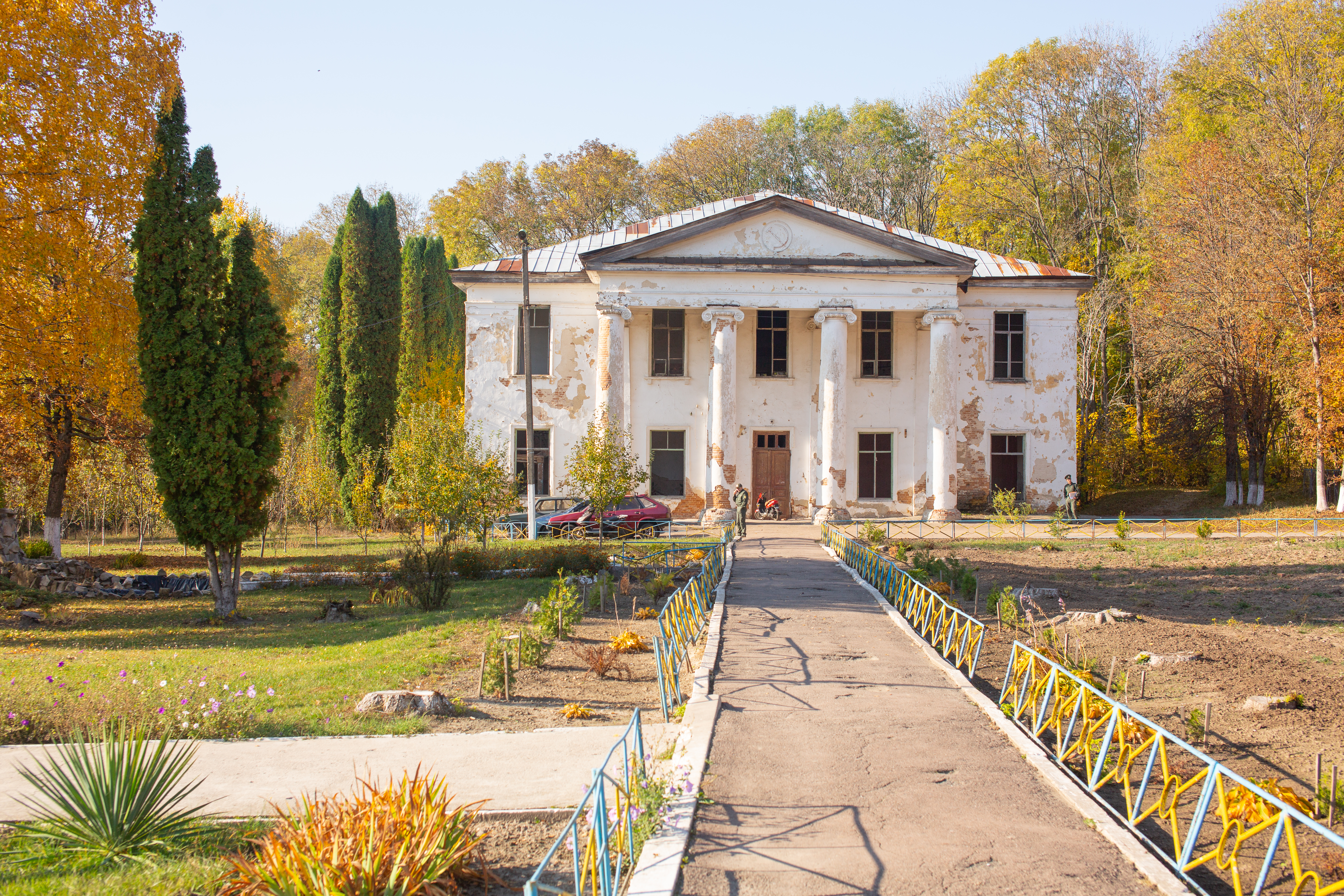
庄园

霍廷（羅馬化：Khotin），亦译为霍坚，是烏克蘭北部蘇梅州蘇梅區霍廷市镇的鎮及其行政中心。處於奧萊什尼亞河畔，距離克羅夫內1公里，始建於1689年，2025年人口678。

## 備注
1. ↑  俄語：